# Coppa del mondo di ciclismo su strada 2002
La Coppa del mondo di ciclismo su strada 2002 fu la quattordicesima edizione della competizione internazionale della Unione Ciclistica Internazionale. Composta da dieci eventi, si tenne tra il 23 marzo ed il 19 ottobre 2002. Venne vinta dall'italiano della Mapei-Quick Step Paolo Bettini.

## Calendario
| Data       | Evento                           | Vincitore        | Squadra                      | Leader della Cl. mondiale |
| ---------- | -------------------------------- | ---------------- | ---------------------------- | ------------------------- |
| 23 marzo   | Milano-Sanremo (2002)            | Mario Cipollini  | Acqua & Sapone-Cantina Tollo | Mario Cipollini           |
| 7 aprile   | Giro delle Fiandre (2002)        | Andrea Tafi      | Mapei-Quick Step             | Mario Cipollini           |
| 14 aprile  | Paris-Roubaix (2002)             | Johan Museeuw    | Domo-Farm Frites             | Johan Museeuw             |
| 21 aprile  | Liegi-Bastogne-Liegi (2002)      | Paolo Bettini    | Mapei-Quick Step             | Johan Museeuw             |
| 28 aprile  | Amstel Gold Race (2002)          | Michele Bartoli  | Fassa Bortolo                | Johan Museeuw             |
| 4 agosto   | HEW Cyclassics (2002)            | Johan Museeuw    | Domo-Farm Frites             | Johan Museeuw             |
| 10 agosto  | Classica di San Sebastián (2002) | Laurent Jalabert | CSC-Tiscali                  | Johan Museeuw             |
| 18 agosto  | Meisterschaft von Zürich (2002)  | Dario Frigo      | Tacconi Sport                | Paolo Bettini             |
| 6 ottobre  | Paris-Tours (2002)               | Jakob Piil       | CSC-Tiscali                  | Paolo Bettini             |
| 19 ottobre | Giro di Lombardia (2002)         | Michele Bartoli  | Fassa Bortolo                | Paolo Bettini             |

## Classifiche
| Pos. | Corridore         | Squadra       | Punti |
| ---- | ----------------- | ------------- | ----- |
| 1    | Paolo Bettini     | Mapei         | 279   |
| 2    | Johan Museeuw     | Domo          | 270   |
| 3    | Michele Bartoli   | Fassa Bortolo | 242   |
| 4    | Igor Astarloa     | Saeco         | 183   |
| 5    | Davide Rebellin   | Gerolsteiner  | 179   |
| 6    | Dario Frigo       | Tacconi Sport | 156   |
| 7    | George Hincapie   | US Postal     | 124   |
| 8    | Peter Van Petegem | Lotto-Adecco  | 121   |
| 9    | Óscar Freire      | Mapei         | 111   |
| 10   | Jo Planckaert     | Cofidis       | 107   |

| Pos. | Squadra          | Punti |
| ---- | ---------------- | ----- |
| 1    | Mapei-Quick Step | 71    |
| 2    | Fassa Bortolo    | 51    |
| 3    | Saeco            | 49    |
| 4    | Domo-Farm Frites | 45    |
| 5    | Lotto-Adecco     | 39    |
| 6    | Cofidis          | 36    |
| 7    | Rabobank         | 31    |
| 8    | Team CSC-Tiscali | 28    |
| 9    | Lampre-Daikin    | 28    |
| 10   | Team Telekom     | 25    |